# کد دختران سیاه پوست
کد دختران سیاه پوست سازمانی غیرانتفاعی است که بر جذب دختران آفریقایی-آمریکایی و سایر جوانان رنگین‌پوست به آموزش برنامه‌نویسی کامپیوتر تمرکز دارد تا حرفه‌های آنها در زمینه فناوری پرورش یابد. این سازمان آموزش برنامه‌نویسی کامپیوتر و کدنویسی، همچنین ساخت وب‌سایت، ربات و برنامه‌های موبایل را ارائه می‌دهد و هدف آن این است که تا سال ۲۰۴۰، یک میلیون دختر را در صنعت فناوری جای دهد. کیمبرلی برایانت، یک مهندس الکترونیک که بیش از ۲۰ سال در بیوتکنولوژی فعالیت کرده بود، در سال ۲۰۱۱ سازمان Black Girls Code را تأسیس کرد تا نابرابری نمایندگی دختران آفریقایی-آمریکایی و زنان در مشاغل فناوری را اصلاح کند. در اکتبر ۲۰۲۳، کریستینا جونز به‌عنوان مدیرعامل منصوب شد؛ او پیش از این یک مدیر اجرایی در Salesforce بود.

## برنامه‌ها
سازمان که مقر آن در اوکلند، کالیفرنیا قرار دارد، تا اوت ۲۰۱۳ به ۲٬۰۰۰ شرکت‌کننده رسید و در هفت ایالت در سراسر ایالات متحده و همچنین در ژوهانسبورگ، آفریقای جنوبی فعالیت می‌کند. تا دسامبر ۲۰۱۹، BGC دارای ۱۵ شعبه بود.
BGC از شبکه‌ای از داوطلبان برای طراحی و برگزاری کلاس‌های کارگاه استفاده می‌کند. این حرفه‌ای‌های فناوری اطلاعات به شرکت‌کنندگان مهارت‌هایی در توسعه وب، اپلیکیشن، و بازی؛ هوش مصنوعی؛ کدنویسی هنر و موسیقی؛ زبان‌های کدنویسی (مانند HTML/CSS, JavaScript, Python)؛ کدنویسی مبتنی بر بلوک؛ و محیط‌های توسعه یکپارچه (مانند Scratch, p5.js, MIT App Inventor, Repl.it, EarSketch) آموزش می‌دهند.
در سال ۲۰۲۳، BGC به همراه GoldieBlox، سری ویدئویی آموزش کدنویسی به نام CODE Along را راه‌اندازی کرد.

## تاریخچه

### تأسیس
برایانت از تجربه دختر گیمری خود، کای، که در یک کمپ تابستانی رایانه‌ای شرکت کرده بود و از آن ناامید شده بود، الهام گرفت. دختر او یکی از چند دختر حاضر در کمپ بود و تنها دختر آفریقایی-آمریکایی حاضر بود. او همچنین متوجه شد که پسران در کمپ توجه بیشتری از سوی مشاوران دریافت می‌کنند نسبت به دختران معدودی که حضور دارند. در مصاحبه‌ای با Ebony, برایانت گفت: «می‌خواستم راهی پیدا کنم تا دخترم را به سمت یک خلاق دیجیتال تبدیل کنم نه فقط مصرف‌کننده، و برنامه‌های دیگری پیدا نکردم که به دخترانی مانند او از جوامع کمتر نمایندگی شده هدف قرار داده شده باشد.»
در سال ۲۰۱۱، برایانت توانست همکاران خود از Genentech را متقاعد کند که یک برنامه آموزشی شش‌هفته‌ای برای دختران رنگین‌پوست طراحی کنند. اولین دوره آموزشی او در زیرزمین یک مؤسسه آماده‌سازی دانشگاهی برگزار شد و دوازده دختر از جمله دختر او در آن شرکت کردند. در ژانویه ۲۰۱۲، یک شرکت مشاوره فناوری به نام ThoughtWorks در ابتکار برایانت سرمایه‌گذاری کرد و فضا و منابع لازم را فراهم کرد.

### انتقال رهبری
برایانت در سال ۲۰۲۱ پس از شکایت‌هایی که به رفتار او مربوط می‌شد از رهبری سازمان برکنار شد. سپس سازمان از برایانت به دلیل «دزدیدن» وب‌سایت خود شکایت کرد، در حالی که او نیز شکایت فدرال علیه اعضای هیئت مدیره به اتهام افترا، تلافی و اخراج ناعادلانه از سمت مدیرعاملی تنظیم کرد.
در اکتبر ۲۰۲۳، هیئت مدیره Black Girls Code کریستینا جونز را به‌عنوان مدیرعامل جدید خود منصوب کرد.

## جوایز و کمک‌های مالی
BGC در ژانویه ۲۰۱۴ یک کمک مالی ۵۰٬۰۰۰ دلاری از Microsoft's Azure development (AzureDev) دریافت کرد. برایانت همچنین در نوامبر ۲۰۱۴ "Standing O-vation" را از Oprah Winfrey و Toyota دریافت کرد.
در آگوست ۲۰۱۵، برایانت از دریافت کمک مالی ۱۲۵٬۰۰۰ دلاری از برنامه اشتراک‌سواری Uber خودداری کرد و آن را بی‌صمیمانه و «محرک روابط عمومی» خواند. او همچنین از Uber انتقاد کرد که به Girls Who Code مبلغ ۱٫۲ میلیون دلار کمک کرده است که تقریباً ده برابر بیشتر است.
در فوریه ۲۰۱۸، BGC اعلام کرد که همکاری با رقیب Uber, Lyft، را به‌عنوان بخشی از برنامه Round Up & Donate آغاز کرده است.